# Loi-écran
La théorie de la loi-écran, en droit français, est une conséquence combinée de la théorie de la séparation des pouvoirs, de la théorie de la hiérarchie des normes juridiques et d'un légicentrisme qui remonte à la Révolution française (laquelle a érigé la loi en expression de la volonté générale, selon l'article 6 de la Déclaration des Droits de l'homme et du citoyen de 1789). Elle considère qu'aucune norme supérieure à la loi ne doit se glisser entre le juge et le législateur, puisque la loi (c'est-à-dire, ici, la norme juridique adoptée par le Parlement : la loi stricto sensu) forme un écran entre le juge et de telles normes, à savoir :
- les conventions internationales ;
- la Constitution.

Selon cette théorie, lorsqu'une loi est applicable à un litige porté devant un juge, ce dernier doit la faire prévaloir sur les normes supérieures (conventionnelles ou constitutionnelles) qui seraient applicables ou a fortiori contraires ; il lui est interdit d'écarter la loi ou de contrôler sa conventionnalité ou sa constitutionnalité. Dans la mesure où la notion de vide juridique n'existe pas en droit français, ce qui oblige le juge à identifier une loi applicable sous peine de se voir sanctionné pour déni de justice, la théorie de la loi-écran est supposée priver les normes conventionnelles ou constitutionnelles de tout effet direct et les cantonner à leur dimension déclaratoire de principe. Pour éviter une situation radicale (qui priverait de crédibilité la parole de la France dans les institutions internationales et qui rendrait illusoires ou dérisoires les dispositions constitutionnelles), des tempéraments ont été trouvés à cette théorie par le juge ou par le législateur lui-même.
En particulier, les principaux problèmes soulevés par cette théorie au cours des dernières décennies ont été relatifs à la nécessité d'appliquer, malgré elle, les normes juridiques de l'Union européenne, qui procèdent de conventions internationales, mais aussi les libertés et droits fondamentaux qui procèdent de normes conventionnelles ou constitutionnelles.
Aujourd'hui, la théorie de la loi-écran s'oppose essentiellement, à l'état pur, au seul contrôle de la conformité des normes infra-législatives à la Constitution. Elle n'empêche plus le contrôle de conformité des lois aux conventions internationales mais continue, bien qu'amoindrie, à faire obstacle à leur contrôle de constitutionnalité.

## La disparition de la loi-écran face au contrôle de conventionnalité
En droit français, les traités internationaux et les actes dérivés (en particulier, les directives et règlements européens) ont théoriquement une autorité supérieure à celle des lois (selon l'article 55 de la Constitution). Cependant, la jurisprudence a longtemps distingué les lois antérieures des lois postérieures aux traités.

### La facile mise à l'écart de la loi antérieure au traité
Lorsque l'entrée en vigueur de la loi contestée était antérieure à celle du traité ou de l'acte dérivé, ce dernier l'emportait aisément sur la théorie de la loi-écran : la loi était écartée au profit du traité car le juge devait simplement, au nom du principe de séparation des pouvoirs, se conformer à la dernière manifestation de volonté du législateur qui, pour n'avoir pas signé le traité, l'avait ratifié.

### La difficile mise à l'écart de la loi postérieure au traité
Lorsque l'entrée en vigueur de la loi contestée était postérieure à celle du traité ou de l'acte dérivé, le juge a longtemps fait prévaloir la loi. Cette position, trouvant en droit administratif son origine dans l'Arrêt Arrighi, CE, 6 novembre 1936, a été développée dans plusieurs arrêts du Conseil d'État, notamment dans ce que l'on a appelé la jurisprudence « semoule » (CE, 1er mars 1968, Syndicat général des fabricants de semoules de France). Elle était en contradiction, à partir de 1975, avec celle de la Cour de cassation (voir l'arrêt Jacques Vabre, chambre mixte, 24 mai 1975) ainsi qu'avec celle du Conseil constitutionnel (décision du 15 janvier 1975).
Le Conseil d'État a fini par céder et abandonner la théorie de la loi-écran en matière de conformité aux traités internationaux dans l'arrêt Nicolo, (20 octobre 1989) : à l'occasion d'un recours exercé contre un acte administratif, le juge administratif doit désormais contrôler la « compatibilité à un engagement international de la loi sur le fondement de laquelle cet acte a été édicté ». Ce contrôle de conventionnalité peut s'observer dans de nombreux arrêts, tel l'arrêt Ministre de la Défense contre Diop (GAJA, n° 116) CE, Ass, 30 novembre 2001.

## La persistance relative de la loi-écran face au contrôle de constitutionnalité

### Une théorie persistante
Le juge ne peut toujours pas contrôler la conformité des lois à la Constitution ni écarter leur application au motif de leur inconstitutionnalité. Il peut en revanche contrôler la constitutionnalité des actes réglementaires s'ils ne sont pas pris en application d'une loi ; c'est-à-dire si aucune loi ne s'interpose entre l'acte et la Constitution.

### Une théorie battue en brèche

#### Le mécanisme nouveau des QPC
Plus précisément, depuis l'introduction du mécanisme des QPC (questions prioritaires de constitutionnalité), le juge peut exercer un contrôle indirect de constitutionnalité sur les lois s'il estime qu'elles sont non-conformes à la Constitution (le juge opère un contrôle d'opportunité sur les QPC avant de les transmettre au Conseil constitutionnel) mais il ne peut constater lui-même leur inconstitutionnalité : cette prérogative appartient au Conseil constitutionnel et la loi continue ici, dans cette mesure, de faire écran à la Constitution (arrêt Arrighi).

#### Le mécanisme ancien du contrôle de constitutionnalité déguisé
Par ailleurs, le juge s'est attribué depuis plus longtemps la faculté d'opérer un contrôle de constitutionnalité déguisé en opérant un contrôle de conventionnalité sur des normes conventionnelles similaires à certaines normes constitutionnelles ou en énonçant des principes généraux du droit similaires aux mêmes normes. Ce contrôle, qui pouvait aller jusqu'à priver d'effet certaines lois ou à les lire de façon contournée, restait cependant entravé et limité : en outre, en raison de la prohibition des arrêts de règlement, il n'écartait pas pour l'avenir l'application des lois concernées, laissant ainsi subsister une incertitude juridique préjudiciable aux justiciables.

## La théorie de la loi-écran et l'effectivité des libertés et droits fondamentaux
Une partie minoritaire de la doctrine juridique, aux frontières des disciplines juridiques et politiques, suggère que la théorie de la loi-écran est moins un outil juridique qu'un outil politique. Elle ne dresserait pas seulement un écran entre le juge et les normes juridiques supérieures à la loi : elle dresserait d'abord un écran entre le juge et le législateur constitutionnel (c'est-à-dire, en principe, le peuple), en l'obligeant à s'en tenir à un tête-à-tête avec le législateur de droit commun (c'est-à-dire, en principe, le Parlement, représentant du peuple), sans pouvoir opposer le peuple à ses représentants, quand bien même les normes juridiques adoptées par le premier offriraient un meilleur niveau de satisfaction au citoyen-justiciable.

## En Belgique
Jusqu'à la création de la Cour constitutionnelle (dite alors Cour d'arbitrage) en 1983 en vertu de la révision constitutionnelle de 1980, le principe de la loi-écran s'appliquait totalement en Belgique exactement comme il est décrit ci-dessus pour la France, c'est-à-dire que le juge belge se considérait tenu d'appliquer la loi la plus récente s'appliquant à la cause qu'il avait à juger, sans vérifier la constitutionnalité des lois. Quant aux normes inférieures aux lois, elles étaient, et sont toujours, comme en France, soumises à la hiérarchie des normes, c'est-à-dire qu'un article d'arrêté royal contraire à la loi (ou à la Constitution à défaut de loi pertinente), un article d'arrêté ministériel contraire à un arrêté royal ou à une loi, etc., sont nuls et non avenus.
Depuis sa création, la Cour constitutionnelle, organe sui generis n'appartenant à aucun des trois pouvoirs, mais issu à la fois du monde parlementaire et du monde juridique, et dont les membres sont inamovibles, est seule habilitée à vérifier, ou le cas échéant à contester, la constitutionnalité des normes ayant force de loi édictées par le Parlement national et par ceux des diverses entités fédérées et à dire laquelle de ces normes doit s'appliquer lorsqu'elles sont contraires entre elles.
La Cour constitutionnelle peut être saisie de deux manières: soit par recours en annulation déposé dans les six mois de la parution d'une loi (ou d'un texte ayant force de loi pris par une entité fédérée) au Moniteur belge (journal officiel de la Belgique), soit par question préjudicielle d'un juge devant qui la compatibilité d'une loi avec la Constitution est soulevée dans le cadre d'une affaire. Dans ce dernier cas, si la Cour constitutionnelle dit la loi contraire en tout ou en partie, ou interprétée d'une manière plutôt que d'une autre, à la Constitution, le juge, ainsi que tout autre juge ayant à juger la même affaire (en appel, en cassation, etc.) doit se soumettre à l'arrêt de la Cour dans la suite de la procédure. La loi critiquée reste en vigueur mais un nouveau délai de six mois est ouvert au cours duquel un recours en annulation peut être introduit.
On trouvera les détails dans l'article mentionné en tête de cette section.